# Gefecht am Hoke Run
Hoke Run –
Blackburns Furt –
Erste Schlacht am Bull Run
Das Gefecht am Hoke Run, auch Gefecht bei Falling Waters genannt, war ein Gefecht des Amerikanischen Bürgerkriegs im Verlaufe des Manassas-Feldzuges. Es fand am 2. Juli 1861 im nordöstlichen Teil des Shenandoah-Tals im heutigen West Virginia statt.
Generalmajor Robert Patterson sollte die konföderierte Shenandoah-Armee unter Brigadegeneral Joseph E. Johnston im Shenandoah-Tal binden und so daran hindern, Brigadegeneral P.G.T. Beauregard bei Manassas, Virginia zu verstärken.
Patterson überquerte mit den am 15. April für 90 Tage einberufenen 18.000 Freiwilligen seiner Division am 2. Juli den Potomac bei Williamsport, Maryland. Er marschierte auf der Hauptstraße in Richtung Martinsburg, West Virginia. In der Nähe des Baches Hoke Run traf er auf die Brigade Thomas J. Jacksons, die den Vormarsch Pattersons verzögern sollte. Während des Gefechts wich Jackson ständig kämpfend, langsam und planmäßig nach Süden aus.
Am 3. Juli besetzte Patterson Martinsburg. Dort blieb er tatenlos bis zum 15. Juli und marschierte dann bis Bunker Hill, West Virginia. Während dieses Vormarsches gab es immer wieder Geplänkel mit Jacksons Brigade. 
Bereits am 12. Juli hatte der Oberbefehlshaber des US-Heeres, Generalmajor Winfield Scott Patterson angewiesen, General Johnston anzugreifen und zu schlagen. Wenn er dazu nicht stark genug sei, solle er ihn im Shenandoah-Tal binden. Wenn Johnston jedoch mit stärkeren Kräften nach Manassas ausweiche und eine direkte Verfolgung zu gefährlich sei, solle er Johnston über Leesburg, Virginia folgen. In seiner Meldung vom 16. Juli wies Patterson darauf hin, dass die Straße nach Winchester gesperrt sei und er deshalb nicht glaube, dass in Winchester stärkere Kräfte der Konföderierten seien. Des Weiteren laufe die Verpflichtungszeit seiner 90-Tage-Freiwilligen ab und diese Regimenter seien nicht bereit, länger zu dienen. Er beabsichtige aber, mit den 3-Jahres-Freiwilligen den wichtigen Platz Harpers Ferry zu halten.
Durch das Ausweichen nach Osten wurde der Druck auf die Konföderierten im Shenandoah-Tal so verringert, dass Johnston Teile seiner Armee unverzüglich mit der Eisenbahn zur Verstärkung von Beauregard nach Manassas in Marsch setzen konnte. Dies trug entscheidend zum Sieg der Konföderierten in der ersten Schlacht von Manassas bei.